# Foxy Shazam
Foxy Shazam – amerykański zespół rockowy z Cincinnati, Ohio, założony w 2004 roku. 

## Historia
Rodzice założyciela i wokalisty, Erica Nally, mimo iż nie należeli do majętnych, w pełni popierali zainteresowania muzyczne syna i wyposażyli zespół w tanie gitary i wzmacniacze, zawożąc też na festiwal rodzinny "Thunderbird". Wkrótce po ustabilizowaniu składu, zespół zarejestrował album Flamingo Trigger, wydany niezależnie, a następnie skupił się na jego promocji poprzez koncertowanie. Niedługo po tym, Foxy podpisał kontrakt z Ferret Records i nagrał swój drugi album Introduction który został wyprodukowany przez Caseya Batesa (współpracujący m.in. z Chiodos, Portugal. The Man), a wydany w dniu 22 stycznia 2008 roku. W następnym roku zespół zabrał się za nagrywanie swojej kolejnej płyty, za produkcję której odpowiadał John Feldmann. Tymczasem Foxy Shazam podpisali kontrakt z Sire Records (spółka zależna od Warner Brothers) i pod jej skrzydłami wydali swoją trzecią płytę Foxy Shazam w 1 maja 2010 roku. Album zanotował 151. miejsce na prestiżowym zestawieniu Billboard 200 (50. w notowaniu "Rock albums" i 2. w "Heatseekers Albums").
W 2014 roku po wydaniu albumu "Gonzo" grupa ogłosiła zawieszenie działalności na czas nieokreślony.

## Nazwa zespołu
Jak tłumaczy wokalista Eric Nally, który jako jeden z nielicznych białych chłopców uczęszczał, do niemal w całości, czarnoskórego liceum, nazwa "Foxy Shazam" oznaczała, w slangu, po prostu "fajne buty".

## Muzycy

### Aktualny skład zespołu
- Eric Sean Nally - wokal
- Loren Daniel Turner - gitara
- Daisy - gitara basowa
- Schuyler Vaughn White - instrumenty klawiszowe
- Alex Nauth- trąbka, dodatkowy wokal
- Aaron McVeigh - perkusja

### Byli członkowie
- Skylyn Ohlenkamp - gitara basowa
- Joseph Halberstadt - perkusja
- Elijah Rust - perkusja
- Jon Sims - perkusja
- Ryan Hogle - gitara (podczas koncertów)
- Baron Davis - instrumenty klawiszowe (podczas koncertów)
- Jamison Pack - perkusja
- Teddy Aitkins - perkusja

## Dyskografia
- The Flamingo Trigger (2005)
- Introducing (2008)
- Foxy Shazam (2010)
- The Church of Rock and Roll (2012)
- Gonzo (2014)

## Wideografia
- 2008 A Dangerous Man[6]
- 2010 Unstoppable[7]
- 2010 Oh Lord[8]
- 2012 Holy Touch[9]